# Braian Toledo
Braian Toledo (Marcos Paz, 8 de setembro de 1993 – Marcos Paz, 27 de fevereiro de 2020) foi um esportista argentino, especializado na modalidade de lançamento de dardo.

## Carreira
No domingo de 12 de julho de 2009, Braian competiu na Itália no Mundial de menores da IAAF, e conseguiu a marca de 79.44 metros, com o que alcançou o terceiro lugar.
Em 2010, em Mar del Plata, alcançou a marca de 89.34 metros, superando por mais de 6,31 metros ao russo Valeriy Iordan. Conseguiu a medalha de ouro nos Jogos Olímpicos da Juventude.
Em 2011 conseguiu a medalha de bronze nos Jogos Pan-americanos de Guadalajara.
Em 2012 ganhou a medalha de ouro no Campeonato Ibero-americano de Atletismo e a medalha de prata no Campeonato Mundial Junior de Barcelona.

## Política
Em 2011 protagonizou uma propaganda para a campanha presidencial de Cristina Fernández de Kirchner.

## Morte
Toledo morreu no dia 27 de fevereiro de 2020, aos 26 anos, após cair de sua motocicleta enquanto transitava em uma rodovia na altura de Marcos Paz.